# 塔尔斯空中巡逻
《塔尔斯空中巡逻》是世嘉于1995年发行在Game Gear掌上游戏机的清版射击游戏。游戏是刺猬索尼克系列衍生作品，玩家在游戏中扮演刺猬索尼克的搭档塔尔斯，消灭邪恶的矿车女巫。游戏分为5关，玩家控制塔尔斯在空中飞行，射击敌人、收集道具、躲避障碍物，并消灭各关末尾的头目。
《塔尔斯空中巡逻》由Japan System House开发，并由世嘉非全资子公司SIMS协助。游戏原被设计为某掌上游戏机的首发游戏，并且游戏角色为原创，和刺猬索尼克系列亦无关联；但因游戏机取消研发，游戏转而登陆Game Gear平台，主人公亦改为塔尔斯。游戏以差评居多，批评主要和游戏难度偏高且不易操控有关。
《塔尔斯空中巡逻》后收录于任天堂GameCube合辑《索尼克大冒险DX》和《索尼克小品大合辑》。

## 玩法

塔尔斯手持金环飞行并避开尖刺的画面，画面左上角分别显示塔尔斯的体力以及生命数

游戏采用刺猬索尼克系列世界观：邪恶的矿车女巫（Witchcart）将居民变成了水晶并占领了热带小岛，玩家将扮演刺猬索尼克的搭档塔尔斯，前去消灭矿车女巫。游戏中塔尔斯用两条尾巴旋转，自动向前飞行，玩家使用按键控制加减速及上下移动。塔尔斯飞行时体力会不断下降，玩家需收集地图中的薄荷糖补充能量。塔尔斯撞到敌人时会下落，触碰障碍或地面时，则损失一条生命。塔尔斯还可投掷金环攻击敌人、打破墙壁或拾取道具。
游戏分森林、城堡等五个关卡，各关难度不一。除第一关为教学关之外，每关终点都需和头目（矿车女巫及其手下）战斗。玩家失去全部生命时，需要从本关开头接关继续游玩，而游戏则可以无限接关。

## 开发与发行

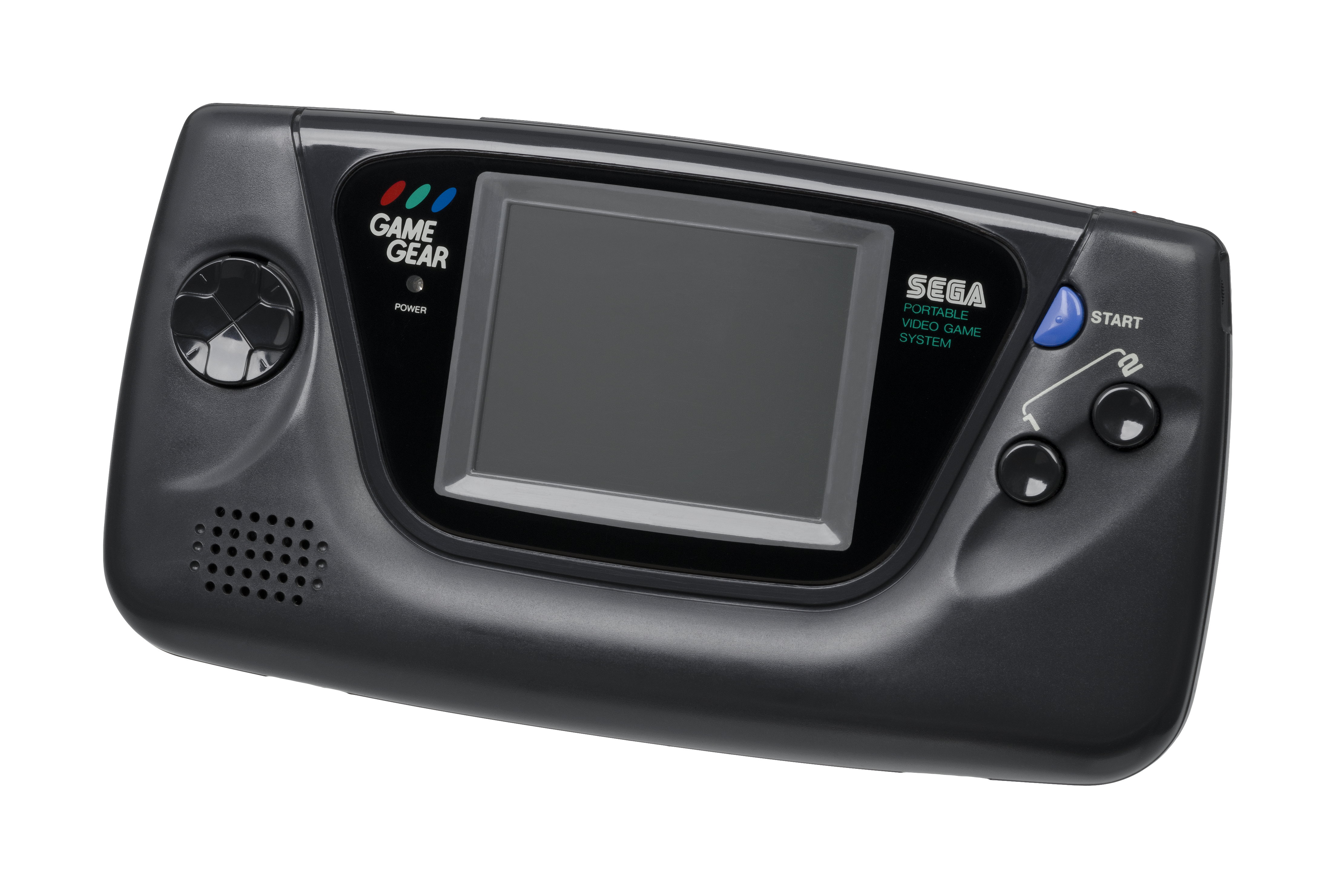
《塔尔斯空中巡逻》原计划作为某掌上游戏机的首发游戏；该游戏机研发搁浅后，《塔尔斯》转移至Game Gear平台（上图）

《塔尔斯空中巡逻》由Japan System House（JSH）开发，并由SIMS协助：前者1990年代早期开发了多款8位元世嘉游戏，后者则为世嘉非全资子公司。本作原计划并非刺猬索尼克游戏，而是某流产掌上游戏机的首发作品，采用原创角色且更注重教育目的。该游戏机研发终止后，公司在参数相似、屏幕分辨率相同的Game Gear上重制了游戏。游戏完工交付时，世嘉提出将主人公换作塔尔斯。游戏同《塔尔斯大冒险》一道，为Game Gear平台上仅有的两款塔尔斯主角游戏。
《塔尔斯空中巡逻》于1995年4月28日在日本发行。2003年任天堂GameCube合辑《索尼克大冒险DX》发售，共收录12款索尼克Game Gear游戏，本作囊括其中，解锁后可游玩。2005年，《索尼克小品大合辑》登陆任天堂GameCube，收录本作和另七款索尼克游戏。

## 评价
《塔尔斯空中巡逻》总体评价不佳。《世嘉土星杂志》认为游戏操作蹩脚、难度过高，可谓索尼克游戏中的末流之作；但杂志也称游戏玩法极富个性，就此而言可谓独特有趣。路易斯·贝迪吉安（Louis Bedigian）评测GameCube版《索尼克小品大合辑》时称，合辑收录的一众Game Gear游戏中，全程用尾巴飞行、收集圆环并解决简单谜题的《塔尔斯空中巡逻》大抵算最有趣的作品。1Up.com的杰里米·帕里什（Jeremy Parish）批评本作和《塔尔斯大冒险》都是“垃圾”，并称“Game Gear的我都不想玩，更别提在GameCube上玩了”。
对本作的回顾评价基本同上述一致。在USgamer的索尼克系列游戏榜单中，《塔尔斯空中巡逻》于28款游戏中位居倒数第三，仅强过2006年版《音速小子》和2005年的《夏特》。纳迪娅·奥克斯福德（Nadia Oxford）称游戏很“萌”，但和其他Game Gear作品一样，活动块过于难操控。该榜单的编辑称游戏“很明显是想拿塔尔斯这个品牌形象套现”。Retro Gamer的金·怀尔德（Jim White）称，游戏操控和镜头角度很糟糕，玩家很容易受挫。Hardcore Gaming 101的阿波罗·琼格斯（Apollo Chungus）则对游戏表示了相对的肯定：塔尔斯的碰撞判定难以琢磨，“教学关”效果不彰；虽然这些问题拔高了游戏难度，但玩家习惯后“能体会到部分乐趣”。琼格斯称赞游戏的音效和画面，但批评流程短、头目战单调。他认为游戏总体而言“值得塔尔斯粉丝和猎奇者一试”。